# 品谷篤哉
品谷 篤哉（しなたに とくや、1964年 - ）は、日本の法学者。立命館大学法学部教授。学位は修士（法学）（金沢大学）。専門は商法。福井コンピュータホールディングス取締役。元金融庁公認会計士試験試験委員。2013年日本信託法学会理事。

## 人物・経歴
1987年金沢大学法学部法学科卒業。1992年一橋大学大学院法学研究科博士課程中退、名城大学法学部専任講師。1995年名城大学法学部助教授、ハーバード大学ハーバード・ロー・スクール東アジア法学研究所客員研究員。2002年名城大学法学部教授、一橋大学法学部非常勤講師。2003年立命館大学法学部教授。2004年立命館大学大学院法務研究科教授。2005年一橋大学大学院法学研究科兼任教員。2009年立命館大学法学部教授。2011年金融庁公認会計士・監査審査会公認会計士試験試験委員。2013年日本信託法学会理事。2018年福井コンピュータホールディングス取締役 監査等委員。

## 著書
- 『金融商品取引法の基礎』（川村正幸, 山田剛志, 芳賀良と共著）中央経済社 2018年
- 『コア・テキスト商法総則・商行為法』（川村正幸, 品谷篤哉, 酒井太郎と共著）新世社 2019年
- 『コア・テキスト会社法』（川村正幸, 山田剛志, 尾関幸美と共著）新世社 2020年